# Screw
Screw (kurz für: chopping & screwing) ist eine Remix-Technik der Hip-Hop-Musik, die aus dem Süden der USA stammt. Dabei wird ein Lied (meist ein Hip-Hop-Track) langsamer abgespielt (screwed zu Deutsch etwa: heruntergeschraubt), Teile des Liedes werden mehrfach wiederholt und dann mit verschiedenen DJ-Techniken – zum Beispiel Scratches – bearbeitet (chopped zu Deutsch in etwa: zerhackt). Insgesamt wird ein in dieser Weise geremixtes Stück chopped & screwed genannt.
Erfunden wurde der Screw von DJ Screw (bürgerlich: Robert Earl Davis, Jr.) in Houston, der ihn während der 1990er auf unzähligen Mixtapes populär machte. Er verstarb 2000 – vermutlich an einer Überdosis Codein. Heute werden viele Dirty-South-Rapplatten neben der normalen Version auch in einer chopped & screwed Variante angeboten.
Der Screw und seine Subkultur weist eine enge Affinität zur Droge Codein auf. Der Konsum von purple drank (auch: syrup, sizzurp, Texas tea), codeinhaltigen Hustensaft, verstärkt den surrealen, hypnotisierenden Effekt des Screw (der Screw selbst simuliert in gewisser Weise den Effekt von Codein). Sizzurp wird deshalb häufig in Stücken des Dirty South Rap glorifiziert. Der tragische Tod des Godfather of Screw, DJ Screw, der wahrscheinlich an einer Codein-Überdosis verstarb, versinnbildlicht diese enge Verbindung von Droge und Subkultur.
Neben chopped & screwed sind auch slowed, SLABed (SLAB steht für slow, loud and bangin' und wird hauptsächlich von der Down-South-Plattenfirma Rap-A-Lot verwendet) und flowed übliche Bezeichnungen.
Screwed and chopped ist auch bekannt unter dem Synonym Dragged and Chopped, wobei dragged so viel heißt wie hinterherziehen.
Nachdem DJ Screw durch seine Screw-Tapes die screwed up music bekannter machte, fingen auch andere DJs an, ihm nachzueifern. Die wichtigsten Screw-DJs heute sind DJ Michael „5000“ Watts, OG Ron C und DJ Black. Heute erscheinen manche Tracks gar nicht mehr oder nur später auf Mixtapes in der normalen Version (Three 6 Mafia - Rainbow Colors). Auch deutsche Künstler haben das Genre entdeckt und genutzt – so zum Beispiel der Berliner Rapper Frauenarzt, der für das Samplen von Dirty-South-Musik wie Three 6 Mafia bekannt ist (auf nahezu jedem Album finden sich entsprechende Lieder, wie zum Beispiel In den Mob aus dem Album Der Untergrundkönig). Auf der 2CD-Ausgabe des K.I.Z-Albums Böhse Enkelz befindet sich eine chopped & screwed-Version des kompletten Albums Rapdeutschlandkettensägenmassaker.